# Eddie Rouse
Eddie Rouse (* 2. Juli 1954 in Philadelphia, Pennsylvania als Edwin Rouse Jr.; † 7. Dezember 2014 in Santa Monica, Kalifornien) war ein US-amerikanischer Charakterschauspieler in Film und Fernsehen. International bekannt wurde er vor allem durch seine Rollen in Kinofilmen wie Undertow – Im Sog der Rache, American Gangster, Pandorum, Alyce – Außer Kontrolle oder Being Flynn.

## Leben und Karriere
Eddie Rouse wurde 1954 in Philadelphia im Bundesstaat Pennsylvania geboren. Nach dem Besuch der Olney High School in Philadelphia begann er seine Laufbahn am Bushfire Theatre of the Performing Arts. Danach besuchte er die North Carolina School of the Arts. Rouse begann seine Schauspielkarriere Ende der 1990er Jahre mit Auftritten in verschiedenen Kurzfilmen. Das erste Mal im Kino sah man ihn im Jahr 2000 in David Gordon Greens Filmdrama George Washington in der Rolle des Damascus. In den 2000er Jahren folgten dann weitere Engagements in Kinoproduktionen wie in Undertow – Im Sog der Rache, in Joel Schumachers Mysterythriller Number 23, in American Gangster von Regisseur Ridley Scott. 2009 spielte er die Rolle des Leland in dem Science-Fiction-Horrorfilm Pandorum. In Jay Lees Horrorthriller Alyce – Außer Kontrolle verkörperte er 2011 den Part des Rex. In dem Filmdrama Being Flynn von Regisseur Paul Weitz aus dem Jahr 2012 spielte er an der Seite von Robert De Niro, Paul Dano und Julianne Moore.
Im Fernsehen trat Eddie Rouse nur in wenigen Episoden als Schauspieler in Erscheinung. 2007 spielte er in der TV-Serie K-Ville mit. 2009 sah man ihn in einer Folge der Fernsehserie Raising the Bar und 2010 hatte er einen Auftritt in der Serie The Whole Truth.
Für seine Rolle in dem Kurzfilm Rat Pack Rat erhielt Rouse 2014 auf dem Sundance Film Festival den Jury Prize for Unique Vision. Eddie Rouse verstarb am 7. Dezember 2014 im UCLA Medical Center in Santa Monica im Alter von 60 Jahren. Rouse hinterließ einen Sohn und eine Tochter. In der ersten Folge der Serie Westworld, in welcher er in seiner letzten Rolle zu sehen war, wird im Abspann an sein Wirken erinnert.

## Auszeichnungen
- 2000: Ehrung mit dem Best Actor Award beim Newport International Film Festival, Rhode Island für seine Rolle in dem Film George Washington
- 2007: Ehrung mit dem Special Jury Prize in der Kategorie Best Supporting Actor beim BendFilm Festival für seine Rolle in dem Film Low and Behold
- 2014: Ehrung mit dem Jury Prize for Unique Vision für seine Rolle in dem Kurzfilm Rat Pack Rat beim Sundance Film Festival

## Filmografie (Auswahl)
| - 2000: George Washington - 2002: Juwanna Mann - 2003: All the Real Girls - 2004: Undertow – Im Sog der Rache (Undertow) - 2007: Number 23 (The Number 23) - 2007: Low and Behold - 2007: American Gangster - 2008: Ananas Express (Pineapple Express) - 2009: Shopping-Center King – Hier gilt mein Gesetz (Observe and Report) - 2009: Pandorum - 2010: I’m Still Here - 2011: Alyce – Außer Kontrolle (Alyce) - 2011: Bad Sitter - 2012: Being Flynn - 2012: Die Natur ruft! (Nature Calls) - 2012: Dragon Eyes - 2013: The Fortune Theory - 2014: Low Down - 2014: Lethal Punisher: Kill or be killed | - 2007: K-Ville (Fernsehserie, 1 Episode) - 2009: Raising the Bar (Fernsehserie, 1 Episode) - 2010: The Whole Truth (Fernsehserie, 1 Episode) - 2016: Westworld (Fernsehserie, 1 Episode) - 1997: Pleasant Grove - 1998: Physical Pinball - 2002: Jungle Putt - 2005: The Jogger - 2008: The Abattoir - 2009: Going for Bronze - 2010: Mercy Christmas - 2014: Rat Pack Rat |